# Il malloppo (opera teatrale)
Il malloppo (Loot) è un'opera teatrale del drammaturgo britannico Joe Orton, portata al debutto a Cambridge nel 1965.

## Trama
I giovani ladri Hal e Dennis svaligiano la banca accanto all'impresa di pompe funebri in cui lavora Dennis e nascondono la refurtiva a casa del complice. I due nascondono la refurtiva nella bara della madre di Hal, appena deceduta, ma presto la polizia si mette sulle loro tracce. Nel frattempo il padre di Hal, il signor McLeavy, viene corteggiato da Fay McMahon, l'infermiera che si è presa cura della moglie fino alla sua morte, nonostante il fatto che lei sia già impegnata in una relazione con Hal, che è bisessuale.
L'ispettore Truscott, che si occupa delle indagini, sospetta immediatamente di Dennis e Hal, ma crede anche che l'infermiera McMahon abbia ucciso non solo la madre del ladro, ma anche diversi uomini che aveva sposato. Mentre Truscott cerca di provare la loro colpevolezza, Dennis e Hal devono barcamenarsi tra il nascondere il bottino, gestire il corpo della madre e occuparsi delle complicate vicissitudini amorose di Fay.

## Storia delle rappresentazioni
Joe Orton completò la prima stesura della pièce nell'ottobre 1964 e la prima rappresentazione avvenne a Cambridge il 1º febbraio 1965. Peter Wood curava la regia e il cast annoverava Geraldine McEwan, Kenneth Williams, Duncan Macrae ed Ian McShane. L'accoglienza fu tiepida e persino ostile, con il critico del London Evening News che la definì "una delle cose più rivoltati che io abbia mai visto". La tournée della pièce si concluse a Wimbledon nel marzo 1965 e l'opera fu considerata un flop per i numerosi difetti nella regia, nelle scenografia, nel cast e anche nella scrittura. Le sorti dell'opera cambiarono notevolmente dopo il debutto londinese al Jeanette Cochrane Theatre di Holborn, con un cast che comprendeva Kenneth Cranham, Gerry Duggan, Simon Ward e Michael Bates. Il pubblico e la critica reagì positivamente e Loot fu riproposto nel più capiente Criterion Theatre nel novembre dello stesso anno. The Observer definì Orton "l'Oscar Wilde della civiltà dei consumi".
Derek Goldby diresse la prima della commedia a Broadway, che rimase in cartellone al Biltmore Theatre per 33 rappresentazioni tra l'18 marzo e il 6 aprile 1968. Il cast comprendeva Carole Shelley (Fay), George Rose (Truscott), Liam Redmond (McLeavy) e Kenneth Cranham ancora una volta nel ruolo di Hal. Il malloppo debuttò in Italia nel 1972, in una tournée nazionale diretta da Sandro Sequi e interpretata da Mario Scaccia, Gianna Giachetti e Tullio Valli. Successivamente la pièce è stata riproposta numerose volte a Londra e Broadway e si ricordano in particolare gli allestimenti dell'opera al Royal Court Theatre per la regia di Albert Finney nel 1975 e la messa in scena di John Tillinger al Music Box Theatre di New York (1986) che annoverava un prestigioso cast composto da Kevin Bacon, Alec Baldwin e Zoë Wanamaker.

## Adattamenti
Nel 1970 Silvio Narizzano ha diretto un adattamento cinematografico della commedia, intitolato Loot e interpretato da Lee Remick, Hywel Bennett, Dick Emery e Richard Attenborough.